# Pijpenstrootje
Pijpenstrootje (Molinia caerulea) (ook: bunt, bent, bente) is een vaste plant uit de grassenfamilie (Poaceae). De soort is in Nederland en België inheems. Pijpenstrootje is een van de soorten die een rol spelen bij de vergrassing van heidevelden.

## Determinatie
Pijpenstrootje is een vaste plant die in dichte pollen of horsten groeit; ze bereikt een hoogte van ± 30–120 cm. De rechtopstaande bloeistengels hebben bij de verdikte voet één knoop (soms ook tot drie dicht bij elkaar) en het onderste stengellid is ongeveer 5 cm lang. Daarboven zitten geen knopen. De verspreid behaarde tot kale bladeren zijn 3 tot 10 mm breed en hebben een lichte middennerf. Het smalle, zoomvormige tongetje (ligula) is 0,5 mm lang.
Pijpenstrootje bloeit van juli tot september met een 5–40 cm lange, smalle pluim met opstaande, soms meer uitgespreide, zijtakken. De meestal leikleurig blauwe of iets paarse, soms groene aartjes zijn 4–9 mm lang. De aartjes bestaan uit twee tot vijf bloempjes. De kelkkafjes zijn ongelijk en eennervig met uitzondering van het bovenste dat één- tot drienervig kan zijn. Het onderste kelkkafje is 2,2 mm lang en het bovenste 2,6 mm lang. Het kroonkafje (lemma) van de onderste bloem is 3–6 mm lang en heeft drie tot vijf nerven. De spil van het aartje is behaard. De meestal paarse tot vuilpurperen helmknoppen zijn 2–3 mm lang.
Het aantal chromosomen is 2n = 36.

## Ecologie
De soort komt in Nederland voor op heidevelden, langs vennen, in blauwgraslanden, bossen op zure zandgronden, laag- en hoogveenmoerassen en in duinvalleien.

### Syntaxonomie
In de syntaxonomie komt pijpenstrootje binnen tal van syntaxa voor, in zeer uiteenlopende formaties.  Binnen de hooi- en weilandgemeenschappen staat ze te boek als zwakke kensoort voor de pijpenstrootje-orde (Molinietalia). Binnen de dwergstruwelen komt de soort erg veel voor in de klasse van droge heiden (Calluno-Ulicetea) en de klasse van hoogveenbulten en natte heiden (Oxycocco-Sphagnetea); in beide klassen worden rompgemeenschappen onderscheiden waarin ze domineert. Overige graslandtypen waarin pijpenstrootje een begeleider is met een hoge presentie vindt men in de klasse van heischrale graslanden (Nardetea) en de klasse van gladde witbol en havikskruiden (Melampyro-Holcetea). In bosformaties komt pijpenstrootje veel voor in de klasse van berkenbroekbossen, de klasse van eiken- en beukenbossen op voedselarme grond en de klasse van naaldbossen. Binnen alle drie de voornoemde klassen kan de soort vergrassing veroorzaken waardoor er naar haar vernoemde rompgemeenschappen kunnen ontstaan.

### Waardplant
Pijpenstrootje is een waardplant voor de rupsen van de pijpenstrootjesmineermot, pijpenstro-uil, kleine hageheld, rietvink, bont dikkopje, groot dikkopje, bont zandoogje, koevinkje, boserebia, blauwoogvlinder en de witstipgrasuil.

### Parasiet
Pijpenstrootjemoederkoren is een ascomyceet die groeit op de zaden van pijpenstrootje. Op de onderzijde en soms ook op de bovenzijde kan men pijpenstrootjesroest aantreffen.

## Verspreiding
De plant komt voor in Europa, West-Azië, Noord-Afrika en het oosten van Noord-Amerika. Het is een bewoner van zure zandgronden en van laaggelegen gebieden tot 2300 m in de Alpen.

## Cultuurhistorie
De wortels van pijpenstrootje werden tot ongeveer 1950 toegepast voor het maken van bezems. Daartoe werden de pollen pijpenstrootje uitgestoken.

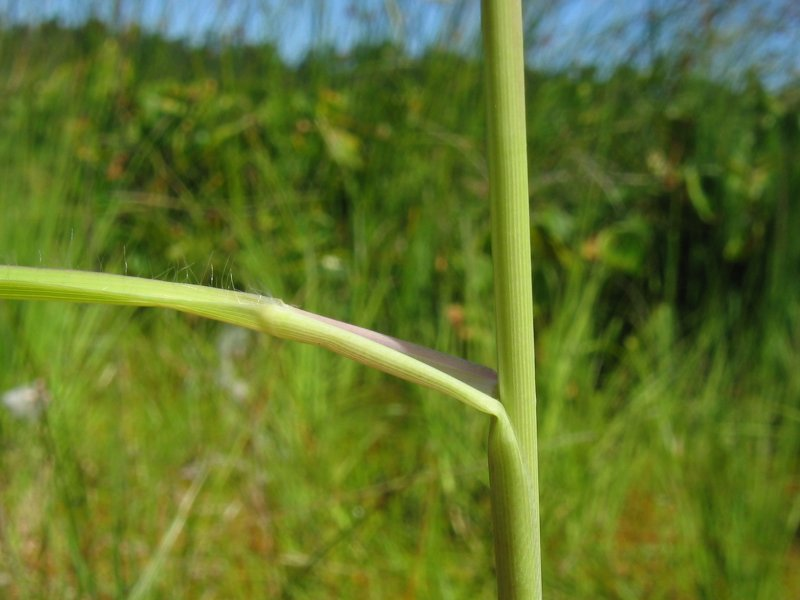
Blad
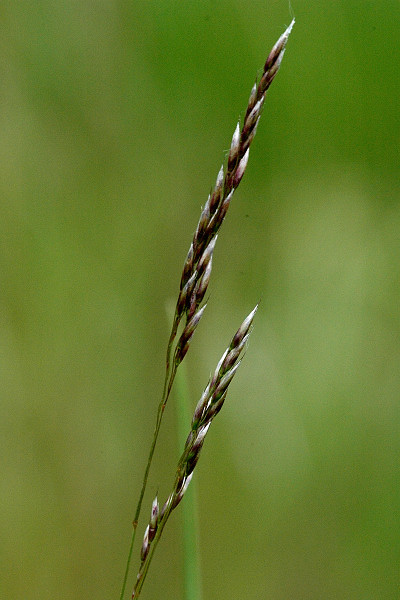
Bloeiwijze
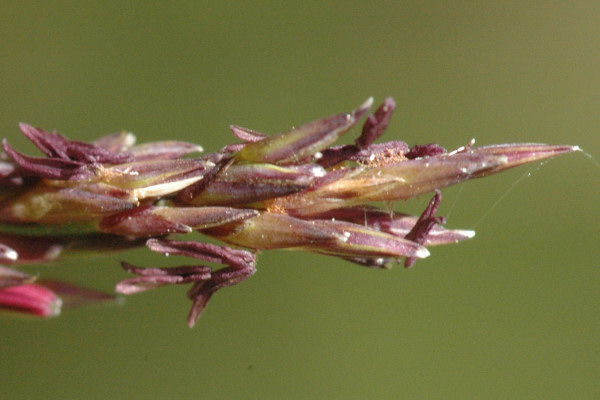
Aartjes
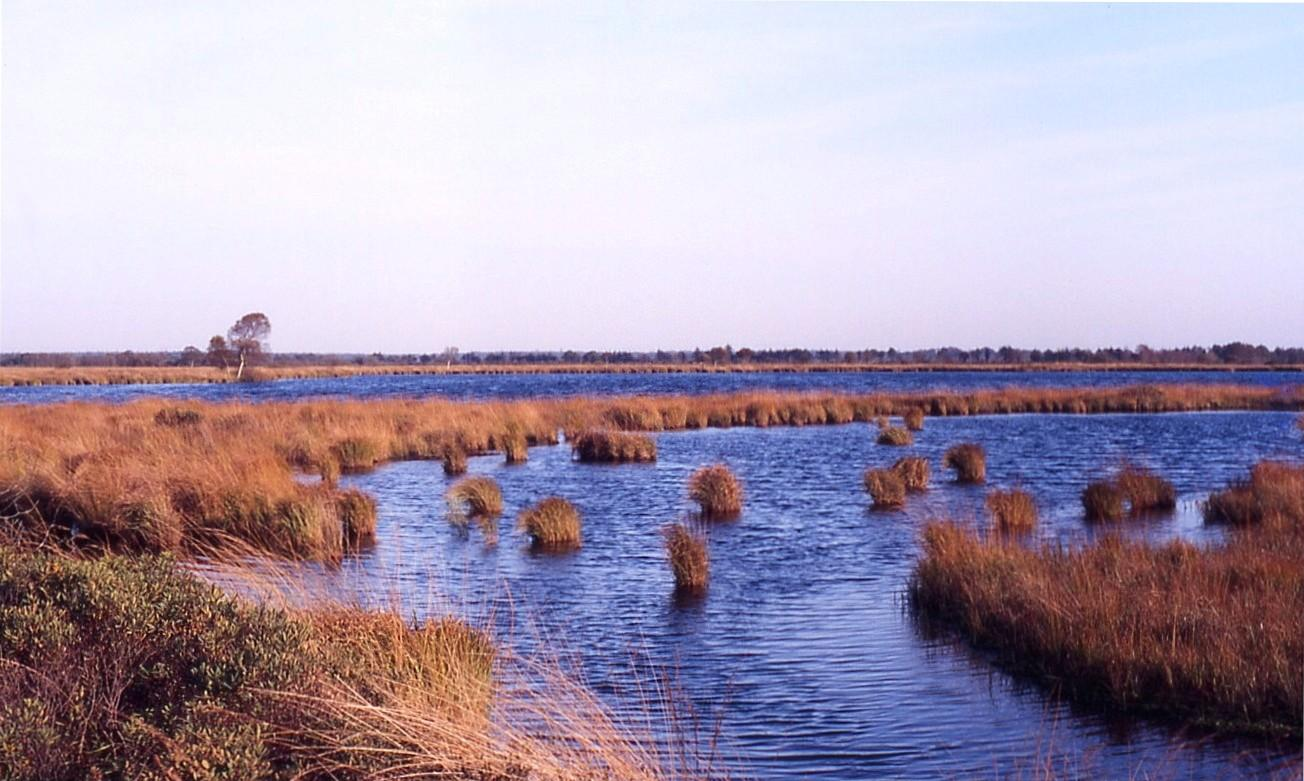
Pijpenstrootje in de winter
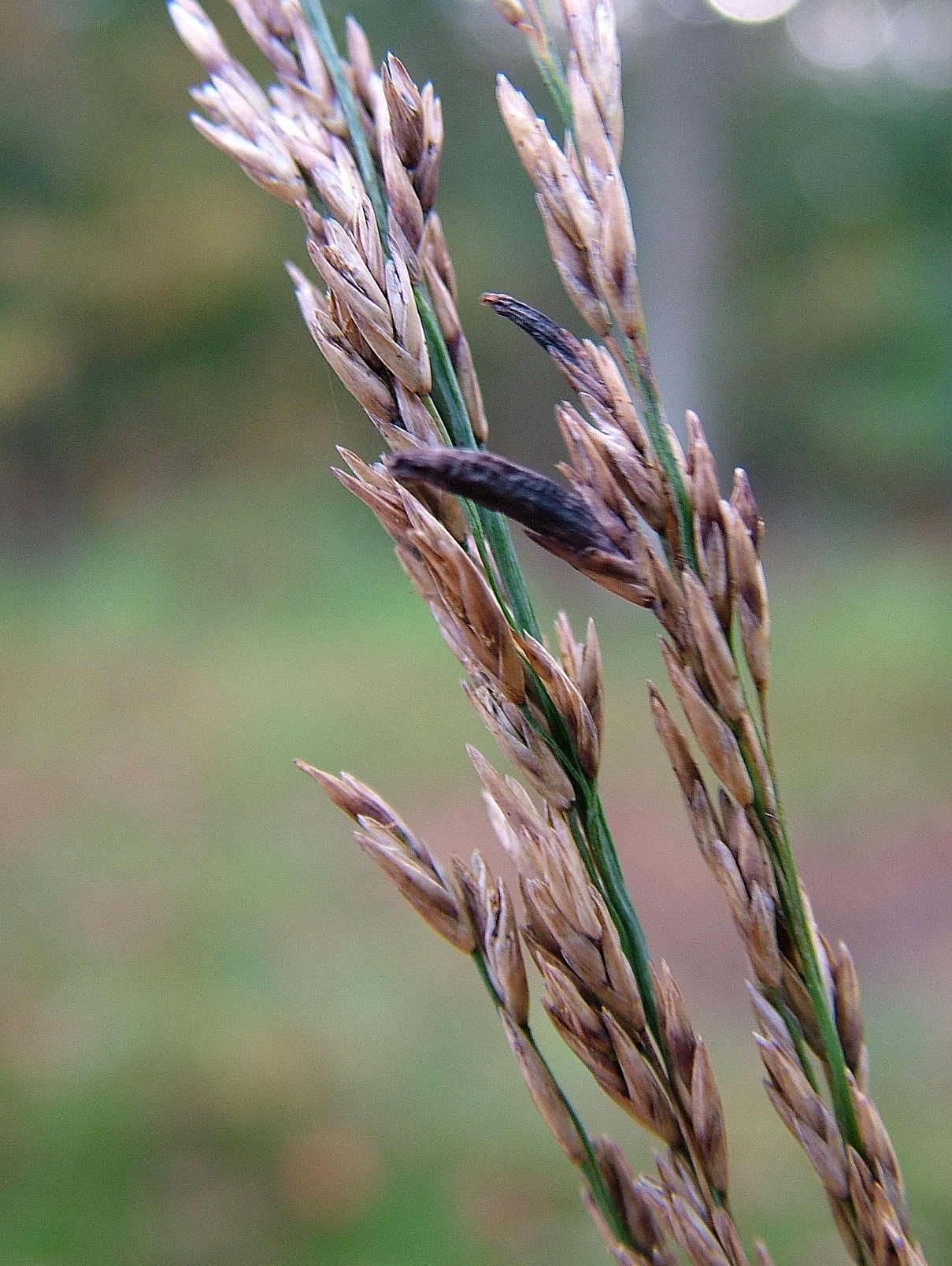
Detailopname van de zwarte ascocarp van moederkoren op pijpenstrootje